# Neide Umidi Sala
Neide Maria Umidi Sala (Milano, 21 dicembre 1948) è una politica italiana.

## Biografia
Esponente del Partito Comunista Italiano, è stata deputata per due legislature consecutive, dal 1983 al 1992. Dopo la Svolta della Bolognina aderisce al Partito Democratico della Sinistra.